# Naturdenkmal Traubeneiche
Die Traubeneiche ist ein Naturdenkmal im Naturraum Steigerwald. Sie befindet sich im Gebiet des Marktes Burghaslach im mittelfränkischen Landkreis Neustadt an der Aisch-Bad Windsheim. Das Schutzgebiet liegt nordwestlich des Ortsteils Fürstenforst.

## Geographische Lage
Das Schutzobjekt liegt im nördlichen Teil des Mittelgebirges Steigerwald, dessen Fläche weitgehend mit dem gleichnamigen Naturpark übereinstimmt. Die Traubeneiche befindet sich inmitten landwirtschaftlich genutzter Flächen.
Nördlich liegt der Naturwald Schlag, nordöstlich das Stadtgebiet von Schlüsselfeld. Südlich schließen sich der Ortsteil Fürstenforst und der Hauptort Burghaslach an. Westlich befindet sich der Burghaslacher Gemeindeteil Freihaslach.
Das Naturdenkmal liegt innerhalb der Schutzzone des Naturparks Steigerwald.